# Children of the Ghetto
Children of the Ghetto er en amerikansk stumfilm fra 1915 af Frank Powell.

## Medvirkende
- Wilton Lackaye som Reb Shemuel.
- Ruby Hoffman som Hannah.
- Ethel Kauffman som Esther Ansell.
- Frank Andrews som Moses Ansell.
- Luis Alberni som Pincus.